# فرودگاه گاندر
فرودگاه گاندر (به انگلیسی: Gondar Airport) (به زبان بومی: የጎንደር አዘዞ የአየር ማረፊያ) یک فرودگاه همگانی با کد یاتا GDQ است که یک باند فرود آسفالت دارد و طول باند آن ۲۷۸۰ متر است. این فرودگاه در کشور اتیوپی قرار دارد و در ارتفاع ۱۹۹۴ متری از سطح دریا واقع شده‌است.